# Provveditorato generale dello Stato
Il provveditorato generale dello Stato, noto con l'acronimo di PGS, è stato un organo pubblico italiano istituito nel 1923.
Creato col regio decreto legge 18 gennaio 1923, n. 94 ed ereditando le attribuzioni del precedente Economato generale, costituito nel 1870 da Quintino Sella, nel 1923 lo stabilimento poligrafico della guerra viene posto alle sue dipendenze con il nome di Stabilimento poligrafico per l'amministrazione dello Stato, trasformato poi nell'Istituto poligrafico dello Stato, potenziato e controllato dal PGS per fare fronte in modo razionale alla stampa di tutte le pubblicazioni dello Stato.
Il PGS ha operato fino al 2001, quando è stato soppresso con il DPR 22 marzo 2001 n.147 e le sue funzioni sono state assorbite in larghissima parte dall'attività di Consip a cui, intanto, era stato attribuito per via normativa (articolo 26 della legge 23 dicembre 1999, n. 488 e conseguente decreto del ministro del tesoro, del bilancio e della programmazione economica 24 febbraio 2000) l'incarico di stipulare convenzioni e contratti quadro per l'acquisto di beni e servizi per conto delle amministrazioni dello Stato. Nato per svolgere la funzione di acquirente, conservatore e distributore dei beni e dei servizi acquistati per lo Stato, ha operato come ufficio della pubblica amministrazione italiana il cui principale compito era quello di effettuare gli acquisti dello Stato.
Il PGS è stato fino al 2001 una direzione generale del Ministero del tesoro; quest'ultimo divenuto nel 1998 Ministero del tesoro, del bilancio e della programmazione economica. Il capo del Provveditorato generale dello Stato era denominato "provveditore generale dello Stato".

## Elementi storici
Con regio decreto 24 settembre 1923 n.2140 viene creato il Regolamento sul servizio del Provveditorato generale dello Stato in seguito all'unificazione del Ministero del tesoro con il Ministero delle finanze del 1922 (regio decreto del 1922, n. 1700).
Il PGS operava come struttura del Ministero delle Finanze fino al 1943, anno in cui fu istituito il Ministero del Tesoro al cui interno fu spostato.

Effettuava acquisti e gestione secondo quanto previsto dalla legge e dal regolamento di contabilità dello Stato del 1924. La struttura non fu mantenuta al passo con i tempi e con le evoluzioni tecnologiche e normative, tanto che i "capitolati d'oneri" per le forniture, anche nel 1981, erano datati 1927 e ritenuti obsoleti dallo stesso PGS: 
(Relazione al Parlamento del provveditore generale dello Stato, 25 gennaio 1984)

L'introduzione delle norme comunitarie sugli appalti pubblici rendono inattuale la struttura del PGS, che nella relazione al Parlamento del 1984 già evidenziava: 
(Relazione del Provveditore Generale dello Stato al Parlamento, 25 gennaio 1984)
Negli anni novanta molti casi giudiziari scossero il PGS, portandolo alla chiusura nel 2001.

## Provveditori generali dello Stato
- Domenico Bartolini[6] 1923-1943
- Luigi Ricci 1943–1953
- Carlo Marzano 1953–1956
- Vincenzo Firmi 1956–1970
- Roberto Simoncini 1970–1972
- Francesco Casalengo 1972-1975
- Giacomo Di Iorio 1975-1980
- Diego Siclari 1980-1994
- Vincenzo Avizzano 1994-1996
- Giuseppe Borgia[7] 1996-2000
- Luigi Fiorentino 2000-2001